# Gilgit (Distrikt)
Der Gilgit-Distrikt ist ein Distrikt der autonomen Region von Gilgit-Baltistan im Norden von Pakistan. 
Er wurde 1970 gegründet, als die ehemalige Gilgit-Agency zu den pakistanischen Nordgebieten umstrukturiert wurde. Mit der Umbenennung der Nordgebiete in Gilgit-Baltistan im Jahr 2009 fand eine weitere Umstrukturierung statt. Der nördliche Teil des ursprünglichen Distrikts Gilgit wurde als neu gegründeter Distrikt Hunza-Nagar herausgelöst und in der Zwischenzeit in die beiden Distrikte Hunza und Nagar aufgeteilt. Der Distrikt Gilgit hat eine föderalistische Struktur.

## Lage
Der ursprüngliche Gilgit-Distrikt grenzte im Norden an Wakhan-Korridor in Afghanistan an, im Nordosten und Osten an Xinjiang in China, im Süden an den Skardu-, Astore- und Diamir-Distrikt und im Westen an den Ghizer-Distrikt. Der Distrikt gilt als „Tor zu China und Zentralasien“.
Die Stadt Gilgit bildet die Distrikthauptstadt. Sie ist ebenfalls Verwaltungssitz von Gilgit-Baltistan. Nach einer Volkszählung im Jahre 1998 hatte der Distrikt damals eine Bevölkerung von 243.324 Personen. Das Gebiet umfasste Gilgit, Gojal (Upper Hunza), Hunza, Juglot, Naltar, Nomal und Shimshal, ferner auch zahlreiche kleine Dörfer wie beispielsweise Minapin und Hispar. 
Der Distrikt besitzt heute eine Fläche von 4208 km². 
Die Einwohnerzahl betrug im Jahr 2013 schätzungsweise 222.000.
Die Region von Gilgit gilt als Ausgangspunkt für Trekking und Bergsteigen im Karakorum oder Himalaya, die die Touristen über Islamabad mit dem Flugzeug im etwa 50 Minuten oder über den Karakorum Highway nach einer 18-stündigen Reise erreichen.

## Geographie

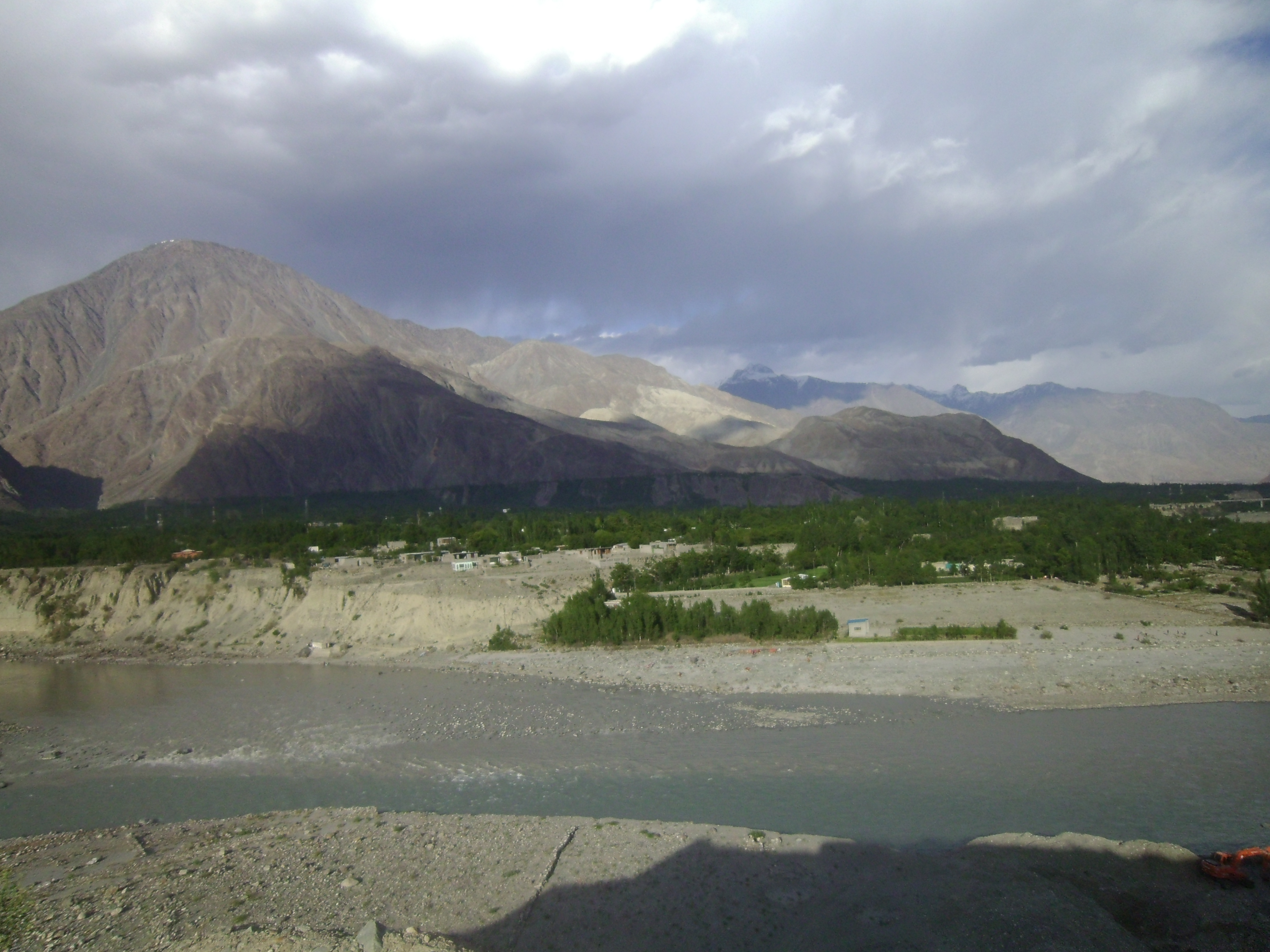
Landschaft im Distrikt Gilgit

Nur ein Teil des Beckens des Gilgit-Flusses bzw. des Gilgit-Tals ist mit den politischen Grenzen des Gilgit-Distrikts verbunden. Es gibt eine Landverbindung mit dem Hochgebirgsland, das Gletscher und Eisfelder, Hochgebirgstäler im Norden und Nordosten mit der Provinz von Gilgit an der Grenze von China von Karakorum umfasst. Dort erreicht der Mount Rakaposhi eine Gipfelhöhe von 7788 m.
Die bedeutendsten Flüsse des Gilgit-Distrikts sind der Kunjirap, der südlich des Karakorum Highways vom Kunjirap-Tal fließt, der auch als Hunza-Fluss bekannt ist und in den Süden nach Sust fließt. Der Hunza-Fluss fließt weiter in den Süden und mündet im Nordosten von Gilgit in den Gilgit-Fluss. Der Gilgit-Fluss erreicht den Gilgit-Distrikt vom Westen südlich des Bichhar-Passes im Naltar-Tal und fließt westlich durch die Stadt Gilgit. Der Indus fließt in den Gilgit-Distrikt aus dem Skardu-Distrikt kommend ein. Etwa 6 Kilometer nördlich von Jaglot mündet der Gilgit-Fluss in den Indus. Der Indus fließt weiter entlang des Karakorum Highway. Weitere Flüsse sind der Astor, Kunjirap, Shimshal, Hispar, Naltar und Yaheen.
In den Gilgit-Distrikt führen zahlreiche Pässe, wie der Khunjerab-Pass, Mintaka-Pass, Kilik-Pass, Chillinji-Pass, Shimshal-Pass, Ghujerab-Pass, Chapchingal-Pass, Chaprot-Pass, Naltar-Pass und Talmutz-Pass.
Im Gilgit-Distrikt befinden sich Seen, wie die Naltar Lakes, der Borit Lake, Pathote Lake und Rush Lake am Rush Peak.

## Verwaltung
Regiert wird der Distrikt sowohl durch eine übergeordnete als auch durch eine lokale Regierung, an dessen Spitze der Minister KA&NA Pakistan steht. Diesem unterstellt ist der Chef der Exekutive, vergleichbar mit einem Ministerpräsidenten, eine lokal gewählte Person. Das lokale Regierungssystem hat ein juristisches Konzil, das Provincial Assembly, das vom Volk der sechs Distrikte von Gilgit-Baltistan gewählt und von einem Sprecher nach außen vertreten wird. Verwaltung und weibliche Mitglieder der lokalen Regierungen werden durch ein gesondertes Auswahlsystem bestimmt.
Der Chefsekretär ist der Regierungschef und Administrator aller Abteilungen, der alle Angelegenheit von Belang kontrolliert. Es gibt einen Generalinspektor der Polizei als obersten Polizeichef mit untergeordneten Polizei-Superintendenten in allen sechs Distrikten der Nordgebiete.
Das oberste Gericht wird durch den Chief Justice mit zwei weiteren Mitgliedern gebildet, die durch die Regierung gewählt werden. Ein weiteres Gericht, das Supreme Appellate Court, ist ein wesentliches Element der Rechtsprechung in den Nordgebieten.

## Gesellschaft
Die bekanntesten Familien im Gebiet von Gilgit sind die Raja und die Wazir. Beide Familien bekleideten die höchsten Ämter in dieser Region im 18. und im frühen 19. Jahrhundert. Ihr Einfluss basierte auf Gaur Rahman, dem ältesten Sohn von Mulk Imam, dem Herrscher von Yasin, der ab 1841 regierte., der die Raja aus dem öffentlichen Leben in ihre Häuser verbannte. Später regierten die Dogras aus Kaschmir, die eine Regierungspolitik des Teilens und Herrschens praktizierten, um die „Wilden“ dieses Gebietes niederzuhalten.
Heutzutage basiert Einfluss auf Familiengröße, Macht, Einfluss und Popularität, wie es die Gushpurs von Ghizer, Makpuns von Baltistan, Mirss von Hunza und Nagar, Ashraf in Astore, Hajis von Darel-Tangir und Buttae von Chilas etc. praktizieren. 
Es gibt zwei einflussreiche Volksstämme, die sich über Astore, Gilgit, Ghizer, Baltistan und Diamer ausbreiten, es sind dies die Shins und Yashkuns.
Die in alten Schriften wie dem Rajatarangini (Mitte 12. Jahrhundert) als Daradas erwähnten Bewohner des damals Daradadesa genannten Landes unterschieden sich in einigen kulturellen Eigenheiten von der Bevölkerung des Kaschmirtals. Sie waren dafür bekannt, in den Flüssen Gold zu waschen und mussten nach einer Quelle aus dem 15. Jahrhundert Steuern auf das gefundene Gold bezahlen. Anderswo wird ihre Gewohnheit erwähnt, größere Mengen Wein zu konsumieren. Die Herstellung von Wein behielten die Bewohner von Gilgit bei, wie Karl Jettmar 1971 beobachtete. Er beschrieb auch die mit dem Weingenuss verbundenen Rituale.